# Sint-Annakapel (Houtvenne)

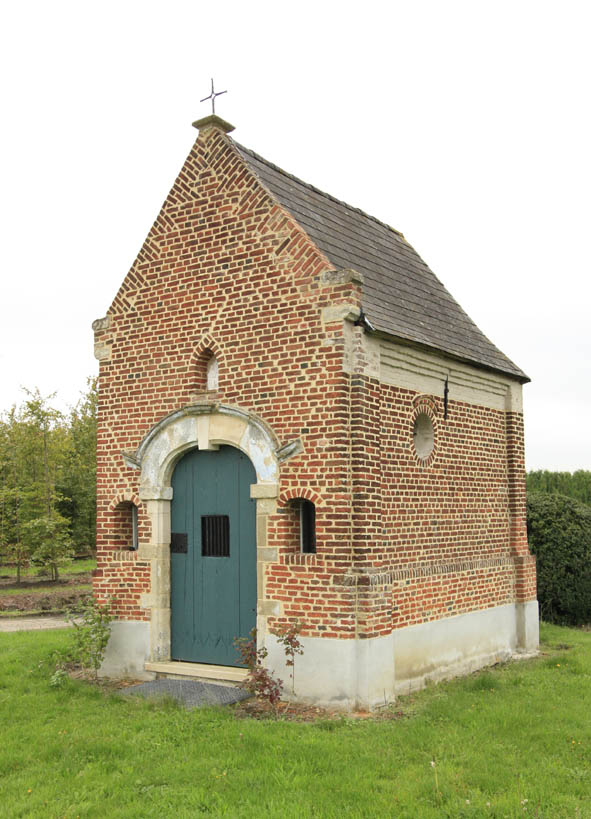
Sint-Annakapel

De Sint-Annakapel is een kapel in de tot de Antwerpse gemeente Hulshout behorende plaats Houtvenne, gelegen aan de Provinciebaan.
Deze kapel, niet ver van de hoeve Koudenberg Schrans gelegen, bestond al in de 17e eeuw. Tot omstreeks 1800 werd hij als Cappel St. Marie genoteerd, gewijd dus aan Onze-Lieve-Vrouw. Toen kwam de kapel aan de parochie van Houtvenne waar al een Onze-Lieve-Vrouwekapel bestond. Vermoedelijk werd de kapel sindsdien aan Sint-Anna gewijd. Er werden missen opgedragen voor de bewoners van de wijk Varkensmarkt. In 1868-1897 verloor de kapel deze functie en werd de altaarsteen overgebracht naar de pastorie van Houtvenne.
Het betreft een bakstenen kapelletje dat betreden wordt door een korfboogdeurtje dat met natuursteen is omlijst in barokke stijl. Het kapelletje heeft een rechthoekige plattegrond en een driezijdig, naar het zuidoosten georiënteerd, koor. De kapel heeft geen toren of dakruiter, slechts een bescheiden smeedijzeren kruis siert de topgevel.